# Fédération Internationale de Luge de Course
De Fédération Internationale de Luge de Course (FIL) is de internationale rodelorganisatie. De FIL werd door dertien landen opgericht in 1957 in Davos, Zwitserland. In datzelfde jaar werd het door het IOC erkend. In 2007 zijn 49 nationale rodelorganisaties aangesloten. De FIL is gehuisvest in het Duitse Berchtesgaden.

## Geschiedenis

### De beginperiode
De eerste rodelwedstrijden hadden plaats op 12 februari 1883 op een vier kilometer lang parcours tussen Davos en Klosters. In 1913 richtten Duitsland, Oostenrijk en Zwitserland in Dresden de Internationaler Schlittensportverband (ISSV) op, de voorloper van de huidige FIL. Die organiseerden een jaar later het eerste Europees kampioenschap rodelen, dat plaats had in Reichenberg, Bohemen (tegenwoordig Liberec, Tsjechië). Door de Eerste Wereldoorlog zou het tot 1927 duren voordat er weer internationale competities werden houden. 

### Herstart en opname in de FIBT
In 1927 maakte de ISSV een doorstart en organiseerde een jaar later het tweede Europese kampioenschap, dit keer in het Duitse Schreiberhau, tegenwoordig het Poolse Szklarska Poręba. Er was toen ook een competitie voor vrouwen. In 1935 werd de ISSV opgenomen in de internationale bobslee- en skeletonfederatie, de Fédération Internationale de Bobsleigh et de Tobogganing (FIBT). Er was een aparte rodelafdeling binnen deze bond.

### Weer op eigen benen
In 1954 besloot het IOC dat rodelen skeleton zou vervangen als olympisch onderdeel. Skeleton stond op het olympische programma in 1928 en 1948 en het zou pas terugkeren in 2002. Een jaar later werd het eerste wereldkampioenschap gehouden in het Noorse Oslo. In 1957 splitste de rodelafdeling zich af van de FIBT en ging verder als Fédération Internationale de Luge de Course. In datzelfde jaar werd het ook erkend door het IOC. 

### Tegenwoordig
Het zou nog tot 1964 duren voordat de sport zijn intrede deed op de Olympische Spelen in Innsbruck. Twaalf landen verschenen aan de start. In 1970 organiseerde de FIL het eerste Europees kampioenschap rodelen op een natuurlijke baan. Negen jaar later werd voor dit onderdeel voor het eerst een wereldkampioenschap gehouden.

## Wedstrijden
De FIL organiseert wedstrijden en competities op aangelegde banen en natuurbanen. Het organiseert wereldkampioenschappen en Europese kampioenschappen op beide typen banen en het Olympische toernooi op kunstmatige banen. Op de hoogste niveaus worden wedstrijden gehouden voor de mannen individueel, mannen dubbel, vrouwen individueel en een landenwedstrijd. Het landenteam bestaat uit een mannelijke en een vrouwelijke rodelaar en een mannen dubbel. De afzonderlijke tijden worden dan bij elkaar opgeteld. 

## Voorzitter
Gedurende de eerste vijftig jaar kende de FIL slechts twee voorzitters. De eerste voorzitter was de Oostenrijker Bernt Isatitich. Na zijn plotselinge dood in 1994 werd hij opgevolgd door de Duitser Josef Fendt.

## Kampioenschappen
De FIL organiseert de volgende kampioenschappen:
- Kunstmatige banen
  - Rodelen op de Olympische Winterspelen
  - Wereldkampioenschappen rodelen
  - Wereldbeker rodelen
  - Europese kampioenschappen rodelen
- Natuurlijke banen
  - Wereldkampioenschappen rodelen op natuurlijke banen
  - Europese kampioenschappen rodelen op natuurlijke banen

## Aangesloten bonden
Er zijn 53 nationale bonden aangesloten bij de FIL, waaronder de Association Belge de Luge de Course en de Bob en Slee Bond Nederland.